# Maple Ridge
Maple Ridge ist eine Stadt im Südwesten der kanadischen Provinz British Columbia. Sie liegt östlich von Vancouver, zwischen dem Fraser River im Süden und dem Pitt Lake im Norden. Westlich der Gemeinde liegt Pitt Meadows. Maple Ridge ist die östlichste Gemeinde des Regionaldistrikts Metro Vancouver.

## Geschichte
Die offizielle Gründung von Maple Ridge erfolgte am 12. September 1874, es ist die sechstälteste Gemeinde in British Columbia, nach New Westminster, Victoria, Chilliwack, Langley und North Cowichan. Seit dem 9. September 2014 hat sie den Status einer Stadt.
Seit Mitte der 1980er Jahre verzeichnet Maple Ridge ein überdurchschnittliches Bevölkerungswachstum, allein zwischen 1996 und 2001 nicht weniger als 12,5 %. 1995 trat die Gemeinde aus dem eher ländlich geprägten Fraser Valley Regional District aus und wechselte zum urbanen Metro Vancouver. Aufgrund der Olympischen Winterspiele 2010, die in der nahegelegenen Stadt Vancouver stattfanden, hielt das Bevölkerungswachstum der kleinen Provinzstadt auch in der ersten Dekade des 21. Jahrhunderts weiterhin an. Dies spiegelt sich auch in gestiegenen Grundstückspreisen wider.

## Demographie
Der Zensus im Jahr 2021 ergab für die Stadt eine Bevölkerung von 90990 Einwohnern, nachdem der Zensus im Jahr 2016 für die Gemeinde noch eine Bevölkerung von nur 82256 Einwohnern ergeben hatte. Die Bevölkerung hat damit im Vergleich zum letzten Zensus im Jahr 2016 deutlich stärker als in der restlichen Provinz um 10,6 % zugenommen, während der Provinzdurchschnitt bei einer Bevölkerungszunahme von 7,6 % lag. Auch im letzten Zensuszeitraum von 2011 bis 2016 hatte die Bevölkerung bereits überdurchschnittlich um 8,2 % zugenommen, bei einer durchschnittlichen Bevölkerungszunahme von 5,6 % in der Provinz.
Im Rahmen des „Census 2021“ wurde für die Gemeinde ein Medianalter von 41,2 Jahren ermittelt, während das Medianalter der Provinz bei nur 42,8 Jahren lag. Das örtliche Durchschnittsalter lag dabei bei 40,8 Jahren, bzw. bei 43,1 Jahren in der Provinz. Beim „Census 2016“ wurde für die Gemeinde noch ein Medianalter von 41,4 Jahren ermittelt und für die Provinz von 43,0 Jahren sowie ein örtliches Durchschnittsalter von 40,1 Jahren und in der Provinz von 42,3 Jahren.

## Wirtschaft
Die frühen Siedler von Maple Ridge betrieben Forstwirtschaft und Landwirtschaft. Noch heute gehören die Forstbetriebe zu den wichtigsten Arbeitgebern. Die Landwirtschaft ist geprägt von Beerenplantagen, Baumschulen und Pferdezucht. Etwa zwei Drittel aller Arbeitnehmer pendeln nach Vancouver und in andere Vororte.

## Persönlichkeiten

### In der Stadt geboren
- Robert Mundell (1932–2021), Ökonom und Nobelpreisträger
- Cam Neely (* 1965), Eishockeyspieler
- Molly Parker (* 1972), Schauspielerin
- Greg Moore (1975–1999), Rennfahrer
- Brent Hayden (* 1983), Schwimmer
- Andrew Ladd (* 1985), Eishockeyspieler
- Sean McIntosh (* 1985), Autorennfahrer
- Linus Sebastian (* 1986), YouTuber und Medienunternehmer
- Brad Hunt (* 1988), Eishockeyspieler
- Monika Eggens (* 1990), Wasserballspielerin
- Larissa Franklin (* 1993), Softballspielerin
- Jessica Amlee (* 1994), Schauspielerin
- Maggie Coles-Lyster (* 1999), Radrennfahrerin

### Personen mit Beziehung zur Stadt
- Donnelly Rhodes (1937–2018), Schauspieler
- N. Robin Crossby (1954–2008), Spieleautor

## Sonstiges
Außer in Abbotsford wurden Teile des 2007 erschienenen Katastrophenfilms Meteor – Der Tod kommt vom Himmel (mit Sheree J. Wilson als Hauptdarstellerin) auch in Maple Ridge gedreht.